# غابرييل ديستري
غابرييل ديستري دوقة بيفور وفيرنوال وماركيزة مونكو (بالفرنسية: Gabrielle d'Estrées, Duchess of Beaufort and Verneuil, Marchioness of Monceaux)‏، سيدة نبيلة فرنسية ولدت في سنة 1573، أصبحت عشيقة ومستشارة هنري الرابع وأثرت فيه بتفضيل البروتستانتية على الكاثوليكية في سنة 1593. طالبت لاحقاً من الكاثوليك بقبول مرسوم نانت والذي أعطى للبروتستانت حقوق كثيرة. فضلها الملك على زوجته مارغريت فالوا وعلى كل عشيقاته وأنجبت منه ثلاثة أطفال ولم يستطع الملك الزواج منها بسبب قانون الزواج المسيحي. وعرفت علاقة الملك بها كواحدة من أشهر قصص الحب شهرة عند الملوك.

## وفاتها

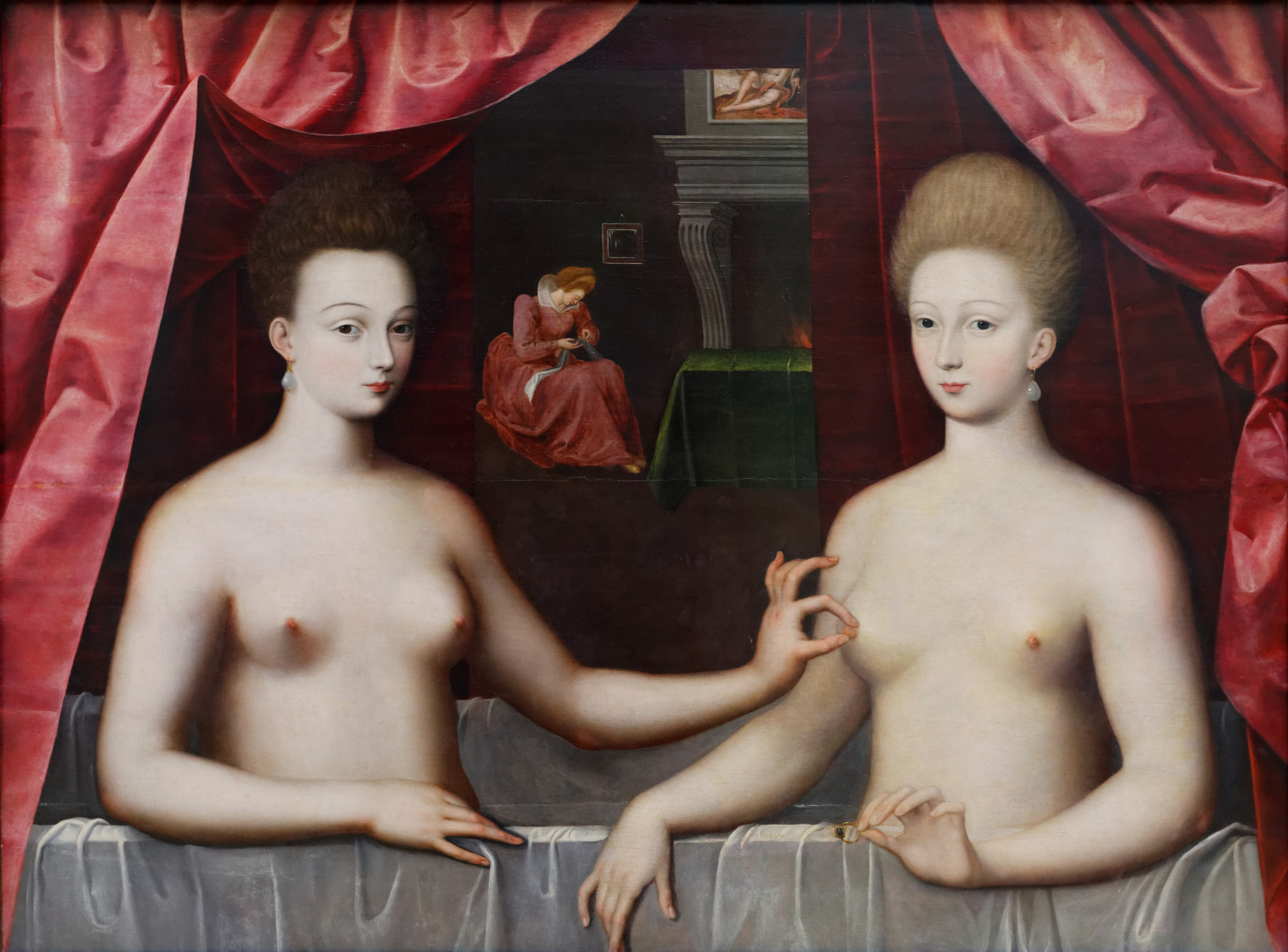
صورة مزعومة لغابرييل ديستريس وأختها دوقة فيلارز، حوالي 1594

أثناء حصول الملك هنري على بطلان زواجه بمارغريت فالوا من البابا كليمنت الثامن، قام بتسليم خاتم الخطوبة لغابرييل في مارس 1599، غابرييل أيضاً كانت متأكدة من زواجها بالملك وقالت: فقط الله أو موت الملك قد يضع نهاية لحظي السعيد. لكن بعد فشل ولادتها، أصيبت في 9 أبريل بالإرجاج. حزن الملك بشكل كبير بعد وفاتها لدرجة أنه شكك أنها قتلت مسمومة. لبس الملك الملابس السوداء حداداً لها وهو شئ لم يفعله أي ملك سابق لفرنسا وأقام لها قداس وفاة ملكي.

## الأطفال
أنجبت غابرييل ديستري من الملك أربعة أطفال، ثلاثة منهم عاشوا حتى سن البلوغ وهم:
- سيزار دوق فيندوم [الإنجليزية]
- كاثرين هنرييت دي بوربون.
- ألكسندر شيفاليير دي فيندوم.